# Alvignac
Alvignac (inoffiziell Alvignac les Eaux) ist eine französische Gemeinde mit 694 Einwohnern (Stand 1. Januar 2022) im Département Lot in der Region Okzitanien (vor 2016: Midi-Pyrénées). Die Gemeinde gehört zum Arrondissement Gourdon und zum Kanton Gramat.
Der heutige Name der Gemeinde leitet sich von Namen Albiniacum fundum (Landgut des Albinius oder Alvinius) aus gallorömischer Zeit ab.
Die Einwohner werden Alvignacois und Alvignacoises genannt.

## Geographie
Alvignac liegt circa 27 Kilometer nordöstlich von Gourdon und circa sechs Kilometer nordöstlich von Rocamadour in der historischen Provinz Quercy im Regionalen Naturpark Causses du Quercy.
Umgeben wird Alvignac von den fünf Nachbargemeinden:
| Montvalent | Miers                                       |        |
| Rocamadour | Kompassrose, die auf Nachbargemeinden zeigt | Thégra |
|            | Rignac                                      |        |

Alvignac liegt im Einzugsgebiet des Flusses Dordogne.
Der Ruisseau de Cazelle entspringt auf dem Gebiet der Gemeinde, durchquert es von Südost nach Nordwest und verlässt in der Schachthöhle Roque de Cor auf dem Gebiet der Nachbargemeinde Montvalent die Oberfläche. Eine weitere Schachthöhle, Gouffre de Réveillon, befindet sich auf dem Gemeindegebiet und sammelt das Wasser des Ruisseau de Salgues. Die unterirdische Geografie des Gebiets ist durchsetzt mit Schachthöhlen und Grotten.
Die Landschaft der Gemeinde ist vielfältig: Walnussbäume, Weideland, Kastanien, mit Wacholder bewachsene Kalk-Hochebenen und landwirtschaftlich genutzte Felder.

## Geschichte
Die ersten menschlichen Spuren belegen zahlreiche Dolmen und Hügelgräber im Nordwesten des Gemeindegebiets. Die Wissenschaftler Michel Carrière und Jean Clottes berichten von fünf Dolmen und etwa 20 Hügelgräbern. Die meisten wurden von den Archäologen André Niederlender (1890–1959) und Amédée Lemozi 1911 ausgegraben.
Zwischen 1801 und 1806 wurde die Gemeinde Salgues eingegliedert.
Die Geschichte der Gemeinde folgt derer des Quercy mit seinen Wechselfällen, dem Hundertjährigen Krieg, den Hugenottenkriegen und der Französischen Revolution. Der Legende nach geht die Entdeckung der Heilquelle Source salmière von Alvignac auf den Beginn der christlichen Zeit zurück. Die ersten Untersuchungen datieren aus dem 17. Jahrhundert und in der Folge kamen die Kurgäste, darunter berühmte Persönlichkeiten, wie Madame de Pompadour. Die Blütezeit des Heilbads waren das 19. und das 20. Jahrhundert mit jährlich mehr als 3000 Kurgästen. Im Laufe der Zeit schwächte sich das Interesse an Kuraufenthalten ab, so dass der Betrieb im Jahre 1981 eingestellt wurde.

## Einwohnerentwicklung
Zu Beginn des 19. Jahrhunderts stieg die Einwohnerzahl auf einen Höchststand von rund 935. In der Folgezeit sank die Größe der Gemeinde, erreichte aber einen relativen Höchststand in der Mitte des 19. Jahrhunderts von rund 780. Es begann eine längere Phase der Stagnation, bis zu den 1930er Jahren. Mit der Jahrtausendwende stellte sich eine Wachstumsphase ein, die bis heute anhält.
| Jahr      | 1962 | 1968 | 1975 | 1982 | 1990 | 1999 | 2006 | 2011 | 2022 |
| --------- | ---- | ---- | ---- | ---- | ---- | ---- | ---- | ---- | ---- |
| Einwohner | 534  | 540  | 525  | 566  | 473  | 573  | 632  | 731  | 694  |

## Sehenswürdigkeiten

### PfarrkircheSainte-Marie-Madeleine
Der Bischof von Cahors Géraud (1068–1083) schenkte dem Priorat von Carennac mehrere Kirchen, darunter die von Rignac und von Alvignac, die eine Zweiggemeinde von Rignac war. Der Mauerwerksverband aus kleinen Bruchsteinen in zwei großen Bögen im zweiten Joch im Inneren des Langhauses weist auf eine Datierung auf das 11. Jahrhundert hin. Auf der anderen Seite lässt der spitzbogenförmige Verlauf ein späteres Entstehungsdatum vermuten. Die heutige Kirche ist in großen Teilen ein Neubau am Ende des 15. oder zu Beginn des 16. Jahrhunderts. Der Glockenturm und die Seitenschiffe sind 1880 und 1886 im Stil des späten 15. Jahrhunderts restauriert worden. Die Glasfenster stammen aus dem Jahr 1887.
Die Kirche besitzt eine viereckige Apsis und ein Langhaus mit einer Länge von vier ungleich großen Jochen. Die beiden Seitenschiffe sind zwei Jochen lang. Der viereckige Glockenturm ist außen nördlich am westlichen Ende des Kirchengebäudes angebaut. Das Hauptschiff und die westlichen Jochen der Seitenschiff sind mit einem falschen Kreuzrippengewölbe ausgestattet, so dass der Eindruck entsteht als handele sich bei den Seitenschiffen ursprünglich um Seitenkapellen.

### Schloss Cantocor
Das Lehen war im 15. Jahrhundert im Besitz der Seigneurs von Miers, Vasallen der Vizegrafschaft Turenne. Im Jahre 1566 erwarb es François de Tanes, Seigneur von Salgues, heute einem Weiler von Alvignac und gelangte über eine Heirat an die Familie Céré. Der Adelige Alexandre de Géniés heiratete im Jahre 1644 Gabrielle de Céré. Im Jahre 1723 verkaufte die Familie Géniés Cantocor an Antoine de Fontanges. Im Jahre 1764 wohnte Madame de Pompadour im Schloss während ihres Kuraufenthalts.
1787 kaufte der Arzt Étienne Clédel das Schloss. Er war während der Französischen Revolution Abgeordneter des Départements im Nationalkonvent und bewohnte es bis zu seinem Tod im Jahre 1820. Der Besitz kam in die Hände der Familie Bergougnoux, die ihn bis heute behielten. Am Ende des 19. Jahrhunderts wurde es das Zentrum eines landwirtschaftlichen Betriebs. Nur eine Untersuchung des Gebäudes könnte Überbleibsel aus dem Mittelalter am Gebäude identifizieren. Die markanten drei Türme sind nicht älter als das späte 16. Jahrhundert und könnten von François de Tanes errichtet worden sein. Im Süden ist ein weiterer kleiner runder Turm an die Rundmauer angebaut. An der südlichen Ecke des Wohntrakts hat ein viereckiger Turm eine auskragende Latrinen bewahrt. Sein Verputz verhindert eine eingehende Analyse von außen. Ein dicker runder Turm aus Bruchsteinen ist an der Ostecke des Wohntrakts angebaut.

### Schloss Salgues
Ein Roger de Salgues wird im Jahre 1097 anlässlich einer Rückgabe von Grundstücken an das Kloster von Tulle in einem Dokument erwähnt. Ein Rigaud de Salgues wird 1286 als Mit-Seigneur von Miers erwähnt, Pierre de de Salgues im Jahre 1320. Die Grundherrschaft ging von der Familie Salgues an die Familie Bormes, denn der Adelige Jean de Bormes wurde 1360 als Seigneur von Salgues erwähnt. Im Jahre 1589 ging die Grundherrschaft an die Familie Plas de Tanes, die sie bis zur Französischen Revolution behielten. Im Jahre 1830 bewohnte der Notar Molinier das Schloss, das er zu dem Zeitpunkt auch besaß. Heute noch gehört es Nachkommen der Familie Molinier.
Der Turm könnte aus dem 13. Jahrhundert stammen wie auch ein Teil des Wohntrakts, der einen umfangreichen Neubau im 16. oder 17. Jahrhundert, sowie neue Umarbeiten vermutlich im 19. Jahrhundert erfuhr. Ein viereckiger, etwas erhöhter Pavillon ist mit einem Mansarddach gedeckt. Der circa acht Meter breite Turm ist aus Werksteinen errichtet, ursprünglich praktisch ohne Maueröffnungen. Eine Lichtöffnung dicht oberhalb der Erdoberfläche weist auf ein Kellergeschoss hin. Eine Eingangstür, die sich auf der ersten Etage der Südseite befand, wurde durch ein Fenster ersetzt. Eine einfache Mauer verbindet den Turm mit dem L-förmig gebauten Wohntrakt. Ein Eingang mit Laibung und in einem Spitzbogen eingerahmt in Höhe des ersten Stockwerks ist unförmig zugemauert worden. In einer Wand des Treppenhauses befindet sich eine spitzbogenförmige Tür.

### Source Salmière
Sie befindet sich nördlich von Alvignac im Gebiet der Nachbargemeinde Miers, südöstlich des Lac de la Source. Das Quellwasser kommt aus einem Grundwasserleiter, der im Unterjura entstanden ist. 1962 erhöhte ein Bohrloch mit 125 mm Durchmesser und einer Tiefe von 48 m den Durchfluss von 0,1 auf 15 m³ pro Stunde. Das Wasser wurde dann zur Abfüllanlage und zum Pavillon des Eaux geleitet. Die produzierten Flaschen werden in Apotheken und Reformhäusern verkauft. Das Natriumsulfatwasser von Alvignac-Miers hat positive Auswirkungen auf Erkrankungen des Verdauungssystems und der Harnwege.
Die meisten Gebäude zum Empfang der Kurgäste wurden zu Beginn des 19. Jahrhunderts erbaut und sind heute noch sichtbar:
- Der Pavillon des Eaux, erbaut von 1904 bis 1906 in dünnwandiger Betonarchitektur (Hennebique-Technik), hat außen die Form einer Pagode. In der Mitte unter einer Kuppel stand eine Reproduktion der Statue von Antonio Canova, die die Göttin Hebe darstellte. Diese Statue wurde im Februar 2010 gestohlen. Ein kreisförmiger Raum ermöglichte es den Kurgästen, ihre Tassen abzulegen und das Wasser der Quelle zu trinken.
- Das Gebäude zum Schutz des Bohrlochs von 1962
- Das Quellgebäude
- Der „Bouillon-Kiosk“, eine offene Rotunde mit Betonkonstruktion und traditionellem Balkenwerk. Dort tranken die Kurgäste neben dem Quellwasser auch eine Kräuterbrühe.
- Das in den 1920er Jahren erbaute Grand Hotel
- Die Abfüllanlage
- Ein Balkongebäude oberhalb des Sees. Es wurde in den 1980er Jahren als Diskothek und in jüngerer Zeit als Restaurant genutzt. Im Jahr 1911 wurde eine Thermenanlage eröffnet und kannte ihren Höhepunkt zu Beginn des letzten Jahrhunderts. Seit 1981 geschlossen.[14]

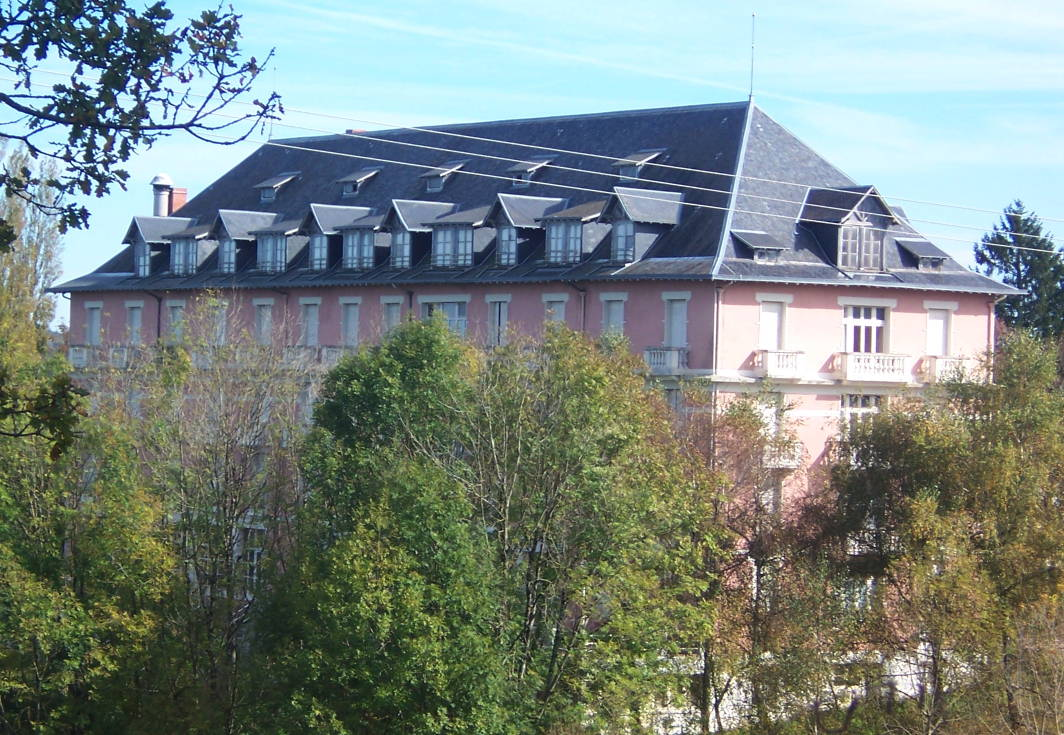
Ehemaliges Grand Hotel
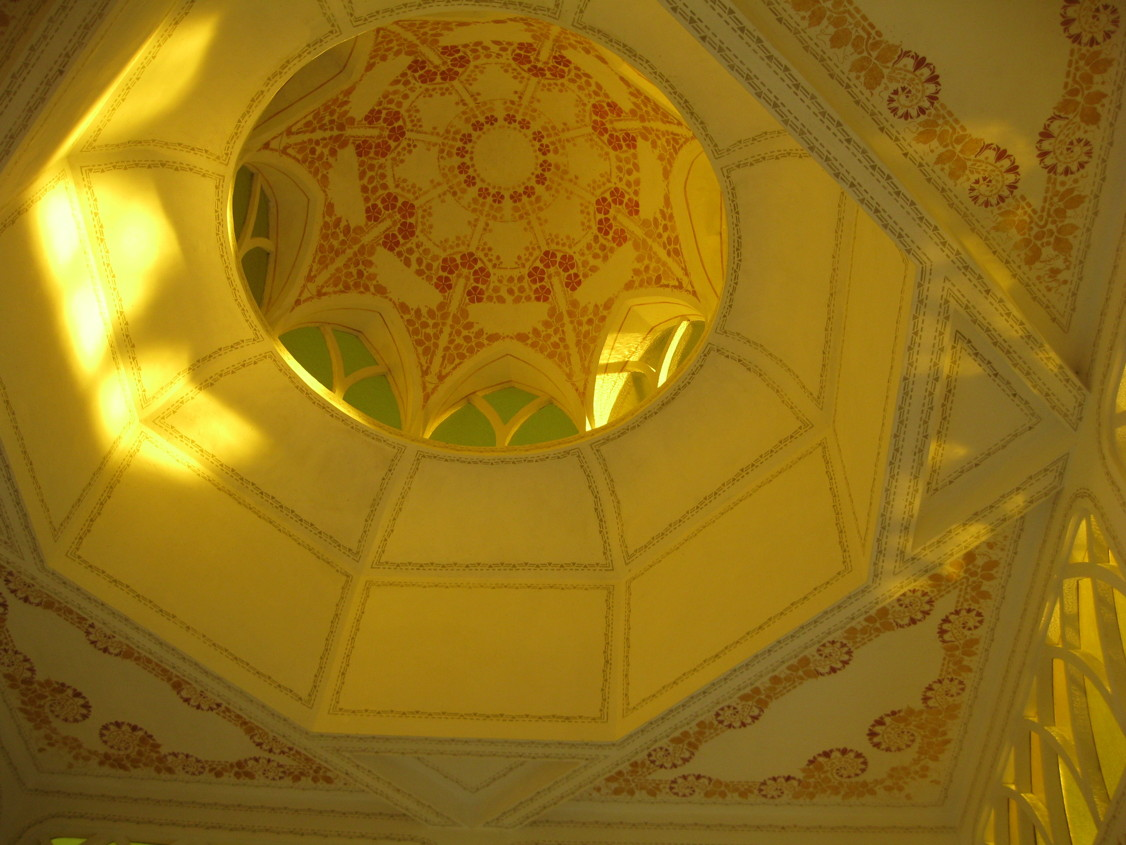
Kuppeldecke im Pavillon des Eaux
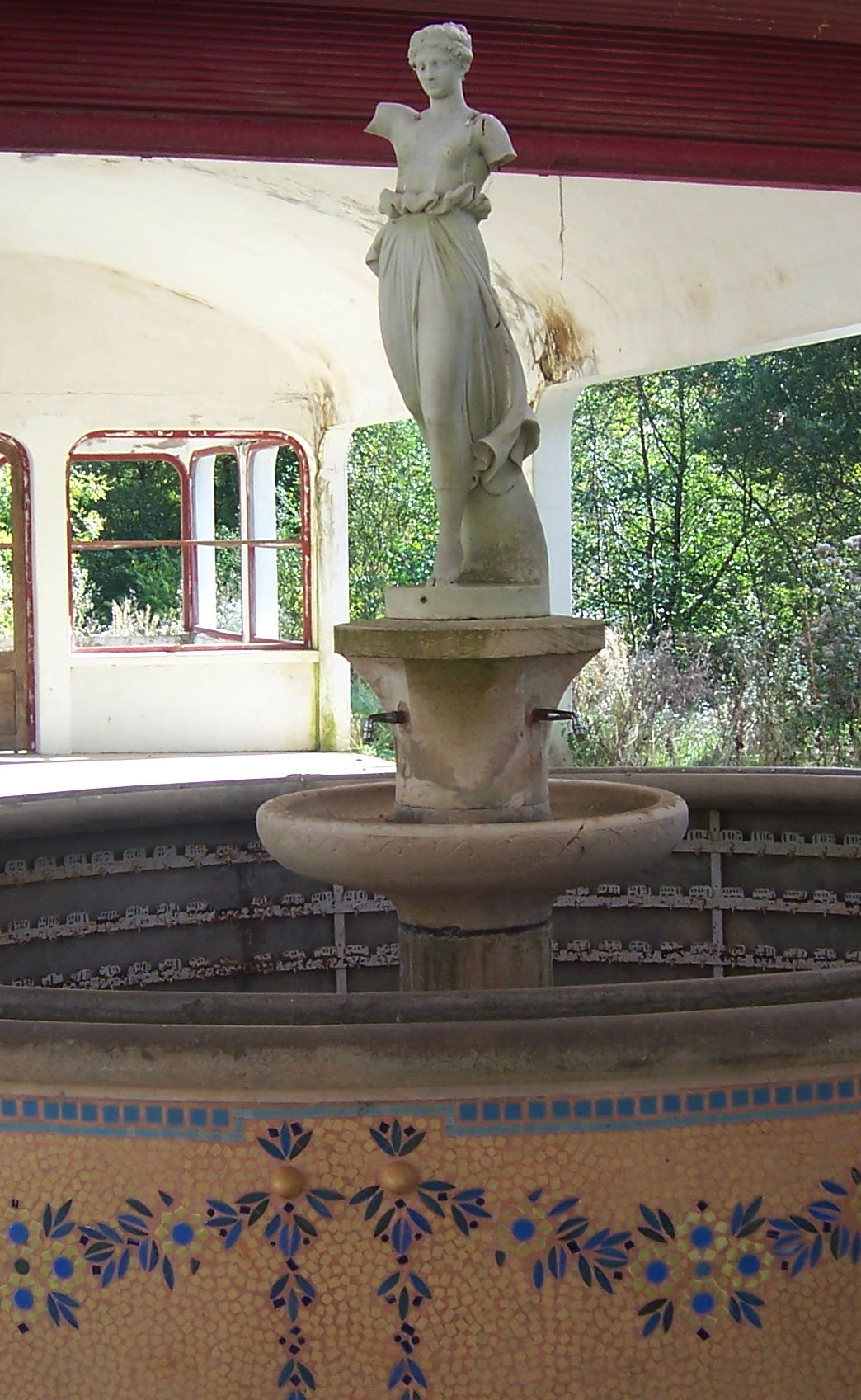
Heute verschwundene Statue

## Wirtschaft und Infrastruktur

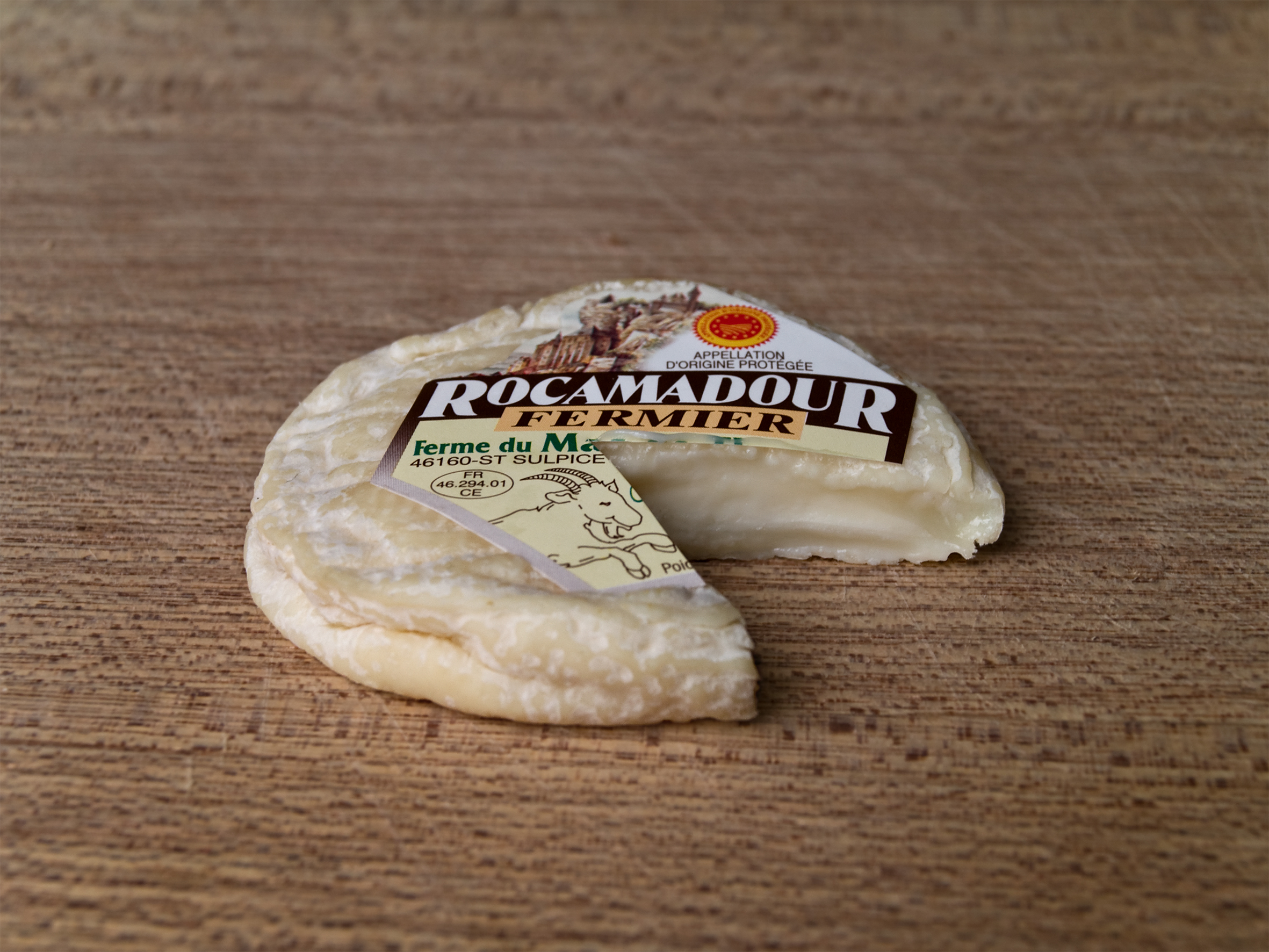
Rocamadour-Käse

Alvignac liegt in den Zonen AOC der Noix du Périgord, der Walnüsse des Périgord, des Nussöls des Périgord und des Rocamadour, eines Käses aus Ziegenmilch.

### Bildung
Die Gemeinde verfügt über

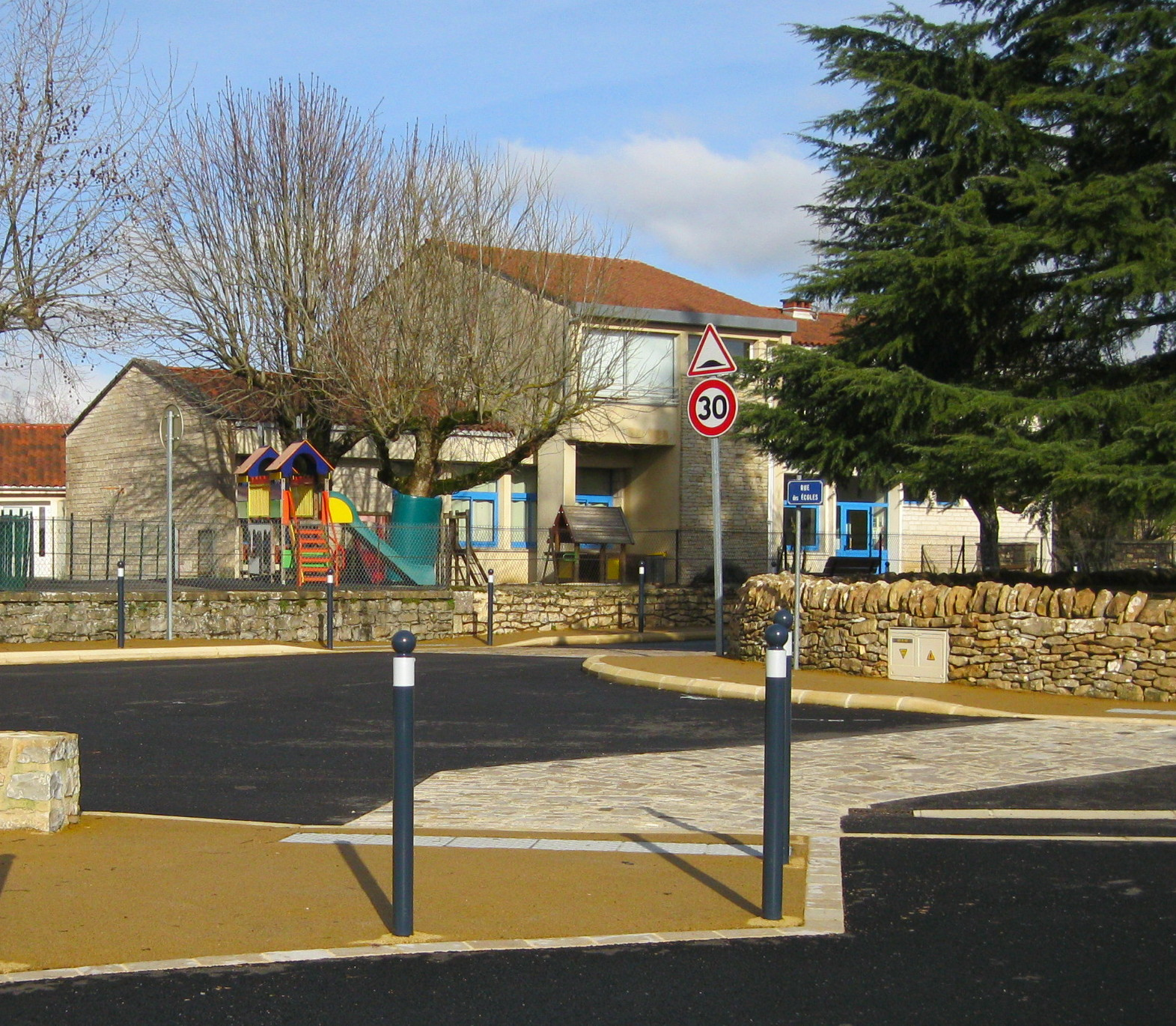
Vorschule in Alvignac

- eine öffentliche Vor- und Grundschule mit 51 Schülerinnen und Schülern im Schuljahr 2018/2019[17] und
- die private Vor- und Grundschule Notre-Dame mit 5 Schülerinnen und Schülern im Schuljahr 2018/2019.[18]

### Verkehr
Alvignac ist erreichbar über die Routes départementales 20, 673, der ehemaligen Route nationale 673 und 840, der ehemaligen Route nationale 140.
Eine Linie des TER Occitanie, einer Regionalbahn der staatlichen SNCF, bedient die Strecke von Brive-la-Gaillarde nach Figeac, die das Gebiet der Gemeinde im äußersten Norden durchquert. Ein Haltepunkt namens „Rocamadour–Padirac“ befindet sich auf dem Gebiet der Nachbargemeinde Rocamadour.